# K7리그 과천
K7리그 과천(K7 League Gwacheon)은 대한민국 경기도 과천시에서 진행되는 축구 대회이다.

## 역사
2019년에 'K7 과천시 리그'라는 이름으로 시작되었다. 2019년 시즌에 6개 선수단이 참가하고 있다.

## 시즌별 결과
| 시즌   | 권역 | 참가 | 우승 | 준우승 | 승격 | 비고 |
| ------ | ---- | ---- | ---- | ------ | ---- | ---- |
| 2019년 | 1개  | 6팀  |      |        |      |      |

## 같이 보기
- K7리그